# Magalí Tajes
Magalí Tajes Parga (Buenos Aires, Argentina, 25 de octubre de 1988), más conocida como Magalí Tajes, es una  escritora, comediante y psicóloga argentina que alcanzó gran popularidad tanto en su país como en Sudamérica (especialmente en Uruguay, Chile, Paraguay y Bolivia), con la característica de haberse hecho reconocida a través de su labor en redes sociales, especialmente Instagram. Sus seguidores son en su mayoría jóvenes de entre 18 y 45 años.

## Biografía
Vivió su infancia y adolescencia en el barrio de Nueva Pompeya, en el sur de la ciudad de Buenos Aires. Realizó sus estudios primarios y secundarios en el Instituto San Antonio de Padua del mismo barrio y posteriormente cursó la carrera de Psicología en la Universidad de Buenos Aires. Mientras desarrollaba sus estudios universitarios trabajaba como empleada administrativa.
Si bien desde pequeña tuvo una conexión especial con el arte, tanto con la escritura como con el humor, todo lo desarrollaba en privado o compartiéndolo con su círculo íntimo. En 2011 decidió formarse en el género del stand up y a finales de ese mismo año tuvo su primer show en vivo.
Posteriormente lanzó su primer espectáculo: Chicas de Pie, con Manuela Saiz, Angie Sammartino y Silvina Rodicio, con quienes se presentaba en pequeñas salas o multiespacios y bares con oferta cultural.
En el año 2013 participó en festivales como Ciudad Emergente y en especiales de Comedy Central Latinoamérica.
En 2015 debutó “Rayuela”, un espectáculo también del género stand up con Uke Geraci. Las presentaciones de esta obra ocurrieron en conjunto con su abrupto crecimiento y divulgación de su material audiovisual en redes sociales, lo que se tradujo en mayor cantidad de espectadores, ciudades argentinas y países a visitar. “Rayuela” cerró su ciclo con más de 500 funciones.
Todos estos sucesos la llevaron a abocarse totalmente a su vida como artista.
Desde 2017 presenta con su primer show unipersonal: “Los Otros”, con funciones en el teatro Maipo.

## Publicaciones
En noviembre 2014 publicó su primer libro: Arde la vida, con una pequeña tirada de 500 ejemplares. En febrero de 2015 llegó a las librerías y en la actualidad lleva más de 20.000 ejemplares vendidos.
En abril de 2018 publicó Caos, con una primera edición de 40.000 ejemplares.
Tras el éxito de su segundo libro, en noviembre de 2018 se hizo una reedición de Arde la Vida con nuevos relatos y prólogo del escritor argentino Juan Solá, con sello de la Penguin Random House.
Para fines de ese año, ambos libros se encontraban en el top 10 de venta de libros en Argentina y Uruguay y en el top 100 de las Librerías Cúspide.